# Nœud lymphatique paratrachéal
Le nœud lymphatique paratrachéal (ou ganglion lymphatique paratrachéal) est un ganglion lymphatique pair situé dans la gorge.
Il est situé latéralement à la trachée et derrière les nœuds lymphatiques prétrachéaux.